# نردرنی
نردرنی (به آلمانی: Norderney) جزیره‌ای در شمال شرقی آلمان در میان دریای شمال و دریای مردابی وادن به مساحت ۲۶ کیلومتر مربع و جمعیت ۶ هزار نفر قرار دارد. اعتقاد بر این است که اولین سکونت در جزیره در قرون سیزدهم و چهاردهم میلادی صورت گرفته باشد. در آن سال‌ها مرکز شهری که در قسمت غربی جزیره توسعه یافته و در میان تپه‌های مرتفع محصور شده‌است. اولین ذکر مستند این جزیره در سال ۱۳۹۸ بود. تا سال ۱۶۵۰ شهر حدود ۱۸ خانه و ۱۰۱ سکنه داشت. طوفان شدید در جزیره در کریسمس ۱۷۱۷ خسارات زیادی را به نردرنی زد. در دهه ۱۸۳۰فعالیت مردم جزیره صید صدف‌های خوراکی بود. ولیعهد هانوفر جورج پنجم، هرتزوگ فون کامبرلند، برای اولین بار در سال ۱۸۳۶ از نوردرنی دیدار کرد و از سال ۱۸۵۱ هر تابستان در این جزیره اتراق می‌کرد. در سال ۱۸۵۸ یک نوار ۹۵۰ متری برای تفریحات ساحلی ساخته‌شد.

## جاذبه‌های توریستی
- فانوس دریایی نردنی
- باشگاه گلف نردنی
- پارک پرندگان سودشراند پولدر
- کازینو نردنی
- کافه اکسترابلات
- موزه فیشرهاوس
- موزه آبگرم نردنی
- کافه مارینهو
- سینما کورت‌تئاتر
- پارک اتین‌تیچ
- پارک روزنگارتن
- رصدخانه نردنی
- کافه گشت وگذار
- باشگاه سوارکاری
- عرشه وایت‌دیون
- بنای یادبود قیصر ویلهلم
- زمین بازی کیپ‌هورن
- بنای یادبود جورج فون کامبرلند
- آب‌انبار نردنی
- درشکه‌سواری ساحلی

## دسترسی
- فرودگاه نردنی
- ایستگاه قطار نوردیش

## ادبیات دربارهٔ جزیره
- معمای ماسه‌ها از ارسکین چیلدرز
- هفت داستان کوتاه گوتیک از داستان‌نویس دانمارکی ایساک دینسن[۱]